# Ivanhoe (Schiff)
HMS Ivanhoe (D16) war ein Zerstörer der I-Klasse der britischen Royal Navy. Im Zweiten Weltkrieg wurde der Zerstörer mit den Battle Honours „Atlantic 1939“, „Norway 1940“ und „Dunkirk 1940“ ausgezeichnet.
Bei einer Minenunternehmung am 31. August 1940 geriet der britische Verband nordwestlich Texel in eine deutsche Minensperre. Die schwer beschädigte Ivanhoe musste vom Zerstörer Kelvin versenkt werden.

## Geschichte des Schiffes
Das Schiff lief am 11. Februar 1937 als Teil einer Klasse von acht Zerstörern bei Yarrow in Glasgow vom Stapel. In Dienst gestellt wurde es am 24. August 1937. Es gehörte zu der Hälfte der Schiffe, die als Minenleger ausgerüstet werden konnten, die beiden Heck-Geschütze und die beiden Torpedorohr-Sätze mussten dann allerdings als Gewichtsausgleich für die Minenzuladung von Bord gegeben werden.
Der Zerstörer wurde mit seinen Schwesterschiffen der „3rd Destroyer Flotilla“ bei der Mediterranean Fleet zugeteilt, wo sie die Zerstörer der A-Klasse ersetzten. Zu den Einsätzen der Flottille gehörte während des Spanischen Bürgerkriegs die Beteiligung an den sogenannten Neutralitätspatrouillen vor der spanischen Küste im westlichen Mittelmeer, um britische Interessen zu schützen und Waffenlieferungen an die Kriegsparteien zu unterbinden.
Nach dem Kriegsbeginn wurde die Flottille in die Gewässer um die Britischen Inseln zurückbefohlen. Bei einem Geleiteinsatz gelang es am 14. Oktober 1939 gemeinsam mit Inglefield und Intrepid südwestlich von Irland, das deutsche U-Boot U 45 zu versenken.
Der Zerstörer wurde dann der 20. (Minenleger)-Zerstörerflottille zugewiesen. Zu Beginn des Zweiten Weltkrieges legte diese Flottille defensive Minenfelder vor der britischen Küste und offensive Minenfelder in der Deutschen Bucht. Ab dem 3. Februar 1940 wurde Ivanhoe wieder als Zerstörer eingesetzt. Sie gehörte zur vierten Zerstörerflottille. Im Februar 1940 gelang es Ivanhoe, vor der norwegischen Küste einen deutschen Frachter zu stellen, der von seiner eigenen Besatzung versenkt wurde, um die Kaperung durch den britischen Zerstörer zu verhindern. Am 16. Februar war die Ivanhoe Teil der Schiffsgruppe um Philip Vian, welche die Gefangenen der Altmark befreite.
Im April 1940 sollte das Schiff gemeinsam mit anderen Zerstörern im Rahmen der Operation Wilfred Minen in den Küstengewässern des damals noch neutralen Norwegen legen. Dabei war Ivanhoe als Eskorte des Schlachtkreuzers Renown eingesetzt, als dieser sich am 9. April 1940 vor dem Ofotfjord ein kurzes unentschiedenes Gefecht mit den deutschen Schlachtschiffen Scharnhorst und Gneisenau lieferte, die bei dem Unternehmen Weserübung als Fernsicherung dienten. Der Zerstörer selbst kam wegen der schlechten Witterung nicht zum Einsatz.
Von Ende Mai bis Anfang Juni 1940 evakuierte der Zerstörer gemeinsam mit vielen anderen Schiffen die um Dünkirchen eingekesselten alliierten Truppen (Operation Dynamo).
Bei einer offensiven Minenunternehmung am 31. August 1940 geriet zunächst Express nordwestlich Texel auf eine deutsche Minensperre und verlor ihren Bug. Die begleitenden Zerstörer Esk und Ivanhoe wollten dem beschädigten Schiff zur Hilfe kommen. Dabei liefen beide ebenfalls auf Minen. Die Esk sank, die schwerbeschädigte Ivanhoe konnte nur wenige Überlebende retten, weitere 25 wurden später von den Deutschen gefunden. Aufgrund ihrer schweren Beschädigungen musste die Ivanhoe durch Kelvin auf 53° 26′ N, 3° 45′ O versenkt werden.
Nur die Express konnte trotz ihrer Schäden eingeschleppt werden.